# Hiang Min-Jen
Hiang Min-Jen es un deportista taiwanés que compitió en taekwondo. Ganó una medalla de bronce en el Campeonato Mundial de Taekwondo de 1991, en la categoría de –70 kg.

## Palmarés internacional
| Representando a China Taipéi |                 |                   |           |
| Campeonato Mundial           |                 |                   |           |
| Año                          | Lugar           | Medalla           | Categoría |
| 1991                         | Atenas (Grecia) | Medalla de bronce | –70 kg    |